# Gaston Dalmau
Gastón Dalmau Arroquy (ur. 23 listopada 1983 w Coronel Suárez, w Buenos Aires) – argentyński aktor i piosenkarz pop. 
Najbardziej znany jest z roli Ramiro „Ramy” Ordóñeza w argentyńskiej telenoweli Casi Ángeles, a także jako członek popowej grupy Teen Angels, która została utworzona przez aktorów z obsady Casi Ángeles. Ma dwóch starszych braci. Nauczył się grać na gitarze w młodym wieku. W szkole grał w tenisa i piłkę nożną, a także pływał wyczynowo. W 2012 przeniósł się do Nowego Jorku, aby rozpocząć karierę w Stanach Zjednoczonych. Ma zieloną kartę, kręci filmy dokumentalne i pisze muzykę. Po raz pierwszy wziął udział w amerykańskiej produkcji jako wrangler zajmujący się zwierzętami na planie sensacyjnego filmu fantastycznonaukowego Kapitan Marvel (2019).

## Filmografia
| Rok       | Tytuł                            | Rola           | Kanał    |
| --------- | -------------------------------- | -------------- | -------- |
| 2004      | Frecuencia 04                    | Gastòn         | Telefe   |
| 2004      | La niñera                        | Pity           | Telefe   |
| 2005      | Floricienta                      | Joaquito       | El trece |
| 2005      | Casados con hijos                | Nicanor        | Telefe   |
| 2005      | Conflictos en red                | Bruno          | Telefe   |
| 2006      | 1/2 falta                        | Nico           | El trece |
| 2006      | Casados con hijos                | Dani           | Telefe   |
| 2006      | Jesteś moim życiem (Sos mi vida) | Nicolas        | El trece |
| 2006      | Alma Pirata                      | Juan Cruz      | Telefe   |
| 2007–2010 | Casi Ángeles                     | Ramiro Ordoñez | Telefe   |
| 2012      | Słodka miłość (Dulce amor)       | Pablo          | Telefe   |

## Dyskografia
| Rok  | Tytuł                              |
| ---- | ---------------------------------- |
| 2007 | Teen Angels 1                      |
| 2008 | Teen Angels 2                      |
| 2008 | Teen Angels en vivo en el Gran Rex |
| 2009 | Teen Angels 3                      |
| 2009 | Teen Angels en vivo en el Gran Rex |
| 2010 | Teen Angels 4                      |
| 2010 | Teen Angels: La Historia           |
| 2011 | Teen Angels 5                      |
| 2012 | Teen Angels: La Despedida          |